# 第6屆金馬獎
第6屆金馬獎，又稱五十七年優良國語影片展覽暨金馬獎頒獎典禮，是1968年度華語電影的年度盛事。

## 簡介
本屆金馬獎一改過去由新聞局主導，改由教育部文化局接手，獎項得主台港分庭抗禮，第二屆金馬獎獲頒演技特別獎的梁兄哥凌波，以抗戰文藝片《烽火萬里情》獲最佳女主角；於片中飾演凌波父親的資深演員井淼第二度獲頒最佳男配角，飾演嚴厲婆婆的歐陽莎菲則獲最佳女配角獎。白景瑞以《寂寞的十七歲》獲頒最佳導演獎，《寂寞的十七歲》亦獲多項技術獎。李行導演、張永祥編劇的《路》則獲最佳劇情片，崔福生亦憑此片奪得最佳男主角，也是第一位連續二年獲獎之演員（第一位連續獲獎者為第1、2屆獲剪輯獎之姜興隆）。

## 入圍暨得獎名單
- 第15屆之前，金馬獎採事前公佈得獎名單的方式，因此無「入圍名單」。[1]

下列之標記為該獎項之得獎者。
壹、影片獎項

### 優等新聞片
貳、個人獎項

### 最佳新聞片編導
叄、非正式競賽

## 得獎統計
總共有12部電影獲獎，僅計入正式競賽獎項。
| 得獎數量 | 電影名稱              | 得獎獎項                                                     |
| -------- | --------------------- | ------------------------------------------------------------ |
| 5        | 《寂寞的十七歲》      | 最佳導演、最佳彩色攝影、最佳剪輯、最佳彩色美術設計、最佳錄音 |
| 5        | 《烽火萬里情》        | 優等劇情片、最佳女主角、最佳男配角、最佳女配角、最佳音樂     |
| 3        | 《中國電影新聞595號》 | 最佳新聞片、最佳新聞片攝影、最佳新聞片編導                   |
| 3        | 《大哉中華》          | 最佳紀錄片、最佳紀錄片攝影、最佳紀錄片策劃                   |
| 2        | 《路》                | 最佳劇情片、最佳男主角                                       |
| 2        | 《龍門客棧》          | 優等劇情片、最佳編劇                                         |
| 1        | 《多少柔情多少淚》    | 最佳童星                                                     |
| 1        | 《白鷺人家》          | 最佳黑白攝影                                                 |
| 1        | 《中國電影新聞596號》 | 優等新聞片                                                   |
| 1        | 《青年假期》          | 優等紀錄片                                                   |
| 1        | 《仁者壽》            | 優等紀錄片                                                   |
| 1        | 《太太萬歲》          | 優等劇情片                                                   |

## 外部連結
- 第6屆金馬獎名單 （页面存档备份，存于）（繁體中文）
- 時光網-第6届台湾电影金马奖 （页面存档备份，存于）

1. ↑  . 台北金馬影展. （原始内容存档于2018-10-08） （中文）.